# Чивитавекија
Чивитавекија (итал. Civitavecchia) град је у средишњој Италији. Марино је важан град округа Рим у оквиру италијанске покрајине Лацио. Према процени из 2010. у граду је живело 52.294 становника.
Град Чивитавекија је важна лука у оквиру покрајине Лацио.

## Природне одлике
Град Чивитавекија налази се у средишњем делу Италије, 80 км западно од Рима, седишта покрајине и државе. Град се сместио на источној обали Тиренског мора, око омањег залива, као природне луке.

## Историја
Чивитавекија је стари град, који се јавља већ у време Етрураца. У време Старог Рима град је посебан значај стекао у 2. веку, за време владавине цара Трајана, када ту изграђена савремена лука за то време. Назив тадашњег насеља био је Центрум Целе (Centum Cellae).
У раном средњем веку град је био важно утврђење Византије у средишњој Италији. Град су 828. године преотели Сарацени, да би после тога град потпао под Папску државу. 
У оквиру Папске државе град ће остати све до 19. века. Током 17. и 18. века то је најважнија лука на Тиренском мору у оквиру државе.
Коначно, 1870. године град је укључнеу подручје Италије на крају њеног уједињења.
Током Другог светског рата, као важна лука, Чивитавекија је тешко страдала од бомбардовања савезника.

## Становништво
Према резултатима пописа становништва 2011. у општини је живело 51.229 становника.
| 1931.  | 1936.  | 1951.  | 1961.  | 1971.  | 1981.  | 1991.  | 2001.  | 2011.  |
| ------ | ------ | ------ | ------ | ------ | ------ | ------ | ------ | ------ |
| 29.124 | 27.477 | 32.870 | 38.138 | 44.188 | 49.389 | 51.201 | 50.032 | 51.229 |

## Партнерски градови
- Витлејем
- Ишиномаки
- Нантунг
- Тиват

## Галерија
- Древне зидине старе Чивитавекије
- Градска катедрала
- Лука у Чивитавекији
- Трајаново позориште